# 허위공문서 등 행사죄
허위공문서 등 행사죄(虛僞公文書等行使罪)는 위조·변조·작성·변작 또는 부실기재한 공문서·공도화·공정증서원본·면허장·감찰 또는 여권을 행사하는 죄. 위조·변조·작성·변작 또는 부실기재의 각죄에 정한 형에 처한다(229조). 주체는 공무원이든 아니든 불문한다. '행사'는 위조·변조 등의 문서를 그 용법을 따라 진정·진실한 것으로 사용하는 것을 말하며 그 정을 알고서 행사하는 것이어야 하고 또한 위조문서 그 자체를 행사하여야 한다. 행사는 제시(提示)·교부(交付)·비치(備置) 등 어떤 방법에 의하여서도 상대방이 이것을 열독(閱讀)할 수 있는 상태에 두기만 하면 된다.

## 개정
1971년 7.1 개정으로 내용이 다음과 같이 변경되었다.
형법 제229조(위조등 공문서의 행사) 제225조 내지 제228조의 죄에 의하여 만들어진 문서, 도화, 전자기록등 특수매체기록, 공정증서원본, 면허증, 허가증, 등록증 또는 여권을 행사한 자는 그 각 죄에 정한 형에 처한다.
참고할 조항
제225조(공문서등의 위조ㆍ변조) 행사할 목적으로 공무원 또는 공무소의 문서 또는 도화를 위조 또는 변조한 자는 10년 이하의 징역에 처한다.
제228조(공정증서원본 등의 불실기재)
①공무원에 대하여 허위신고를 하여 공정증서원본 또는 이와 동일한 전자기록등 특수매체기록에 부실의 사실을 기재 또는 기록하게 한 자는 5년 이하의 징역 또는 1천만원 이하의 벌금에 처한다. <개정 1995.12.29>
②공무원에 대하여 허위신고를 하여 면허증, 허가증, 등록증 또는 여권에 부실의 사실을 기재하게 한 자는 3년 이하의 징역 또는 700만원 이하의 벌금에 처한다.

## 판례
- 자신의 이름과 나이를 속이는 용도로 사용할 목적으로 주민등록증의 이름․주민등록번호 란에 글자를 오려붙인 후 이를 컴퓨터 스캔 장치를 이용하여 이미지 파일로 만들어 컴퓨터 모니터 화면에 이미지가 나타나도록 하는 한편 타인에게 그 이미지가 저장되어 있는 파일을 이메일로 전송한 행위는 공문서위조 및 위조공문서행사죄를 구성하지 않는다.[1]